# 第10軍 (德國國防軍)
第10軍（X. Armeekorps）是二戰期間德國国防军陸軍的一個軍。於1935年5月中旬由騎兵師組建而成。隸屬第8軍團参与了波兰战役並加入了东线的战斗。第10軍最终陷入了庫爾蘭包圍戰，并在1945年5月向苏军投降。